# Aglaomorpha histrio

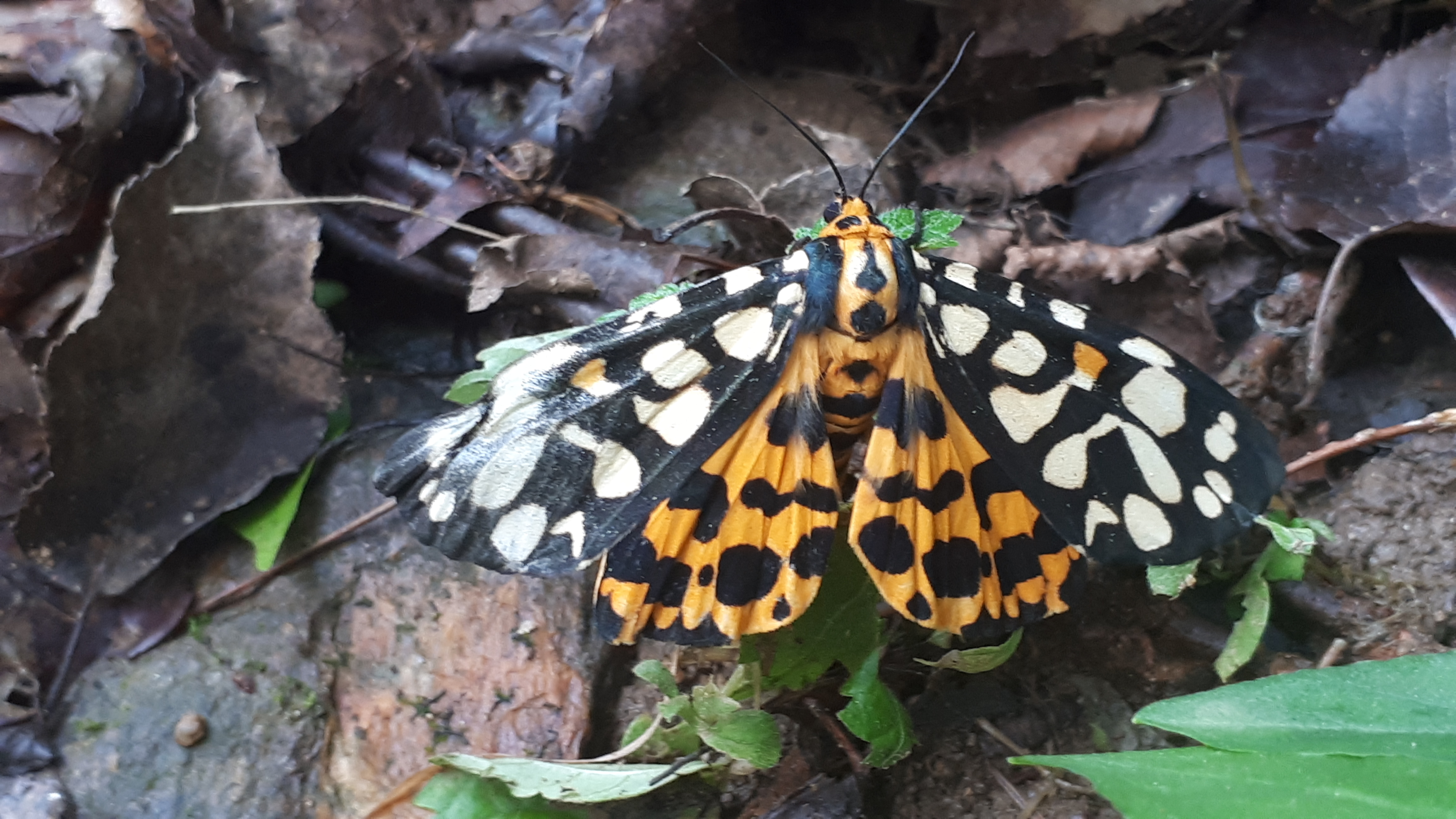
Ein Exemplar der Unterart Aglaomorpha histrio coreana aus einem Bergwald bei Seoul

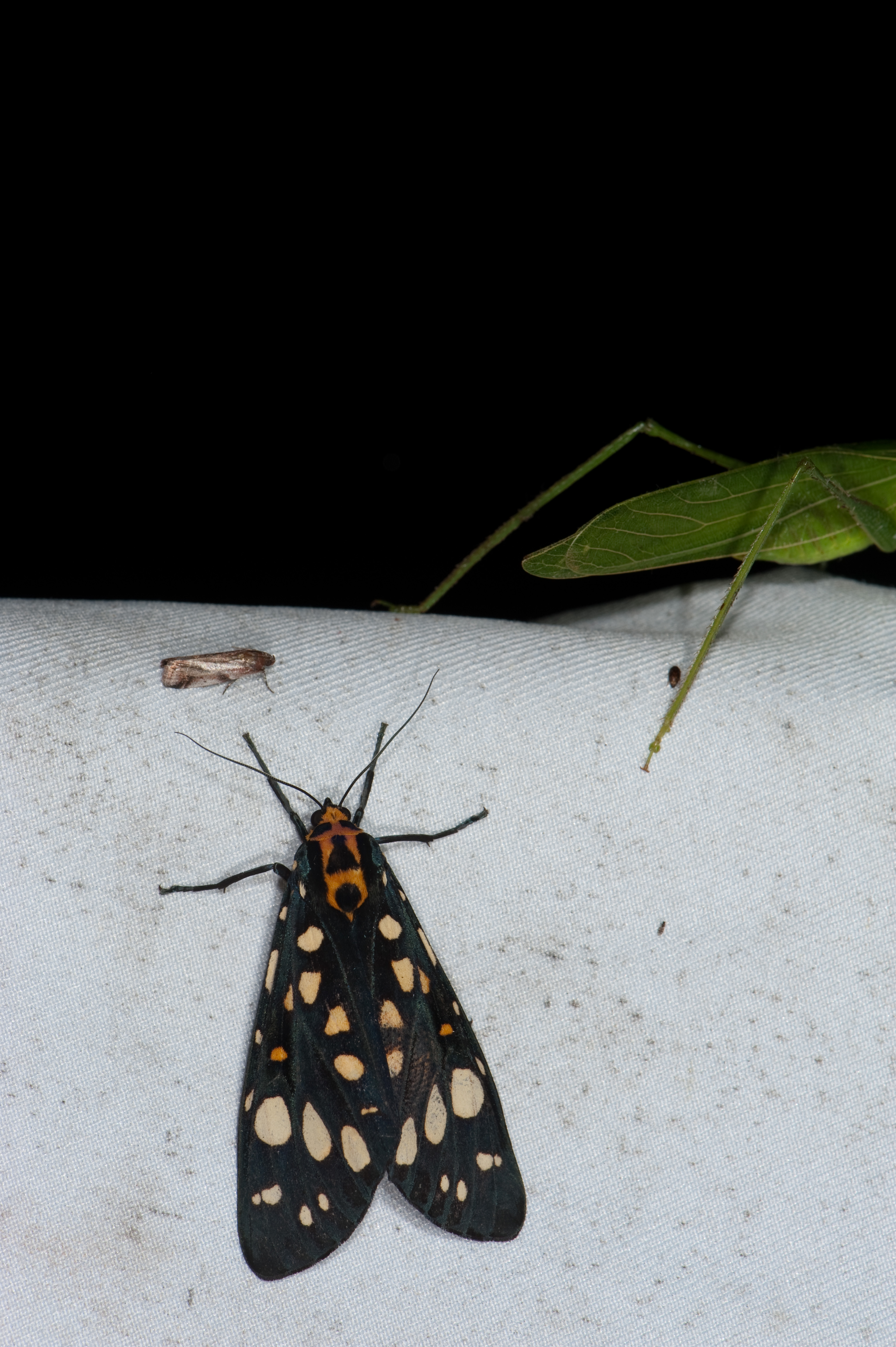
Aglaomorpha histrio formosana

Aglaomorpha histrio ist eine Art der zu den Schmetterlingen gehörenden Bärenspinner und in Ostasien verbreitet.

## Merkmale
Die Flügelspannweite beträgt 72–94 mm. Die Art weist einen Geschlechtsdimorphismus auf.

## Verbreitung und Lebensraum
Das Verbreitungsgebiet der Art liegt in Ostasien. Hier werden Korea, Japan, Taiwan und China besiedelt. In China kommt die Art in den Provinzen Shanghai, Zhejiang, Jiangsu, Fujian und Jiangxi im Großraum Ostchina vor, in den Provinzen Hunan und Hubei des Großraumes Zentral- und Südchina sowie den Provinzen Sichuan und Yunnan im Großraum Südwestchina. In Südkorea ist die Art weit verbreitet, in Japan findet sie sich nur auf der Insel Tsushima und den Ryūkyū-Inseln.

## Lebensweise
Die Imagines finden sich von Mai bis September.

## Taxonomie
Die Art ist die Schwesterart von Aglaomorpha plagiata (Walker, 1855), die von Zentral- bis Südostasien beheimatet ist. Die Gattung Aglaomorpha gehört zur Subtribus Callimorphina innerhalb der Tribus Arctiini.

### Unterarten
Es existieren folgende drei Unterarten:
- Aglaomorpha histrio histrio (verbreitet in Japan und China)
- Aglaomorpha histrio coreana (Matsumura), 1927 (verbreitet in Korea)
- Aglaomorpha histrio formosana (Miyake, 1911) (verbreitet auf Taiwan)

Die Unterart A. h. coreana wurde von Matsumura ursprünglich als Callimorpha coreana erstbeschrieben.

### Synonyme
Es existieren mehrere Synonyme der Art. Dazu zählen:
- Hypercompa histrio Walker, 1855
- Callimorpha histrio Daniel, 1943
- Nikaea matsumurai Kishida, 1983 für die Unterart A. h. formosana[4]